# Kampf um Sichtbarkeit

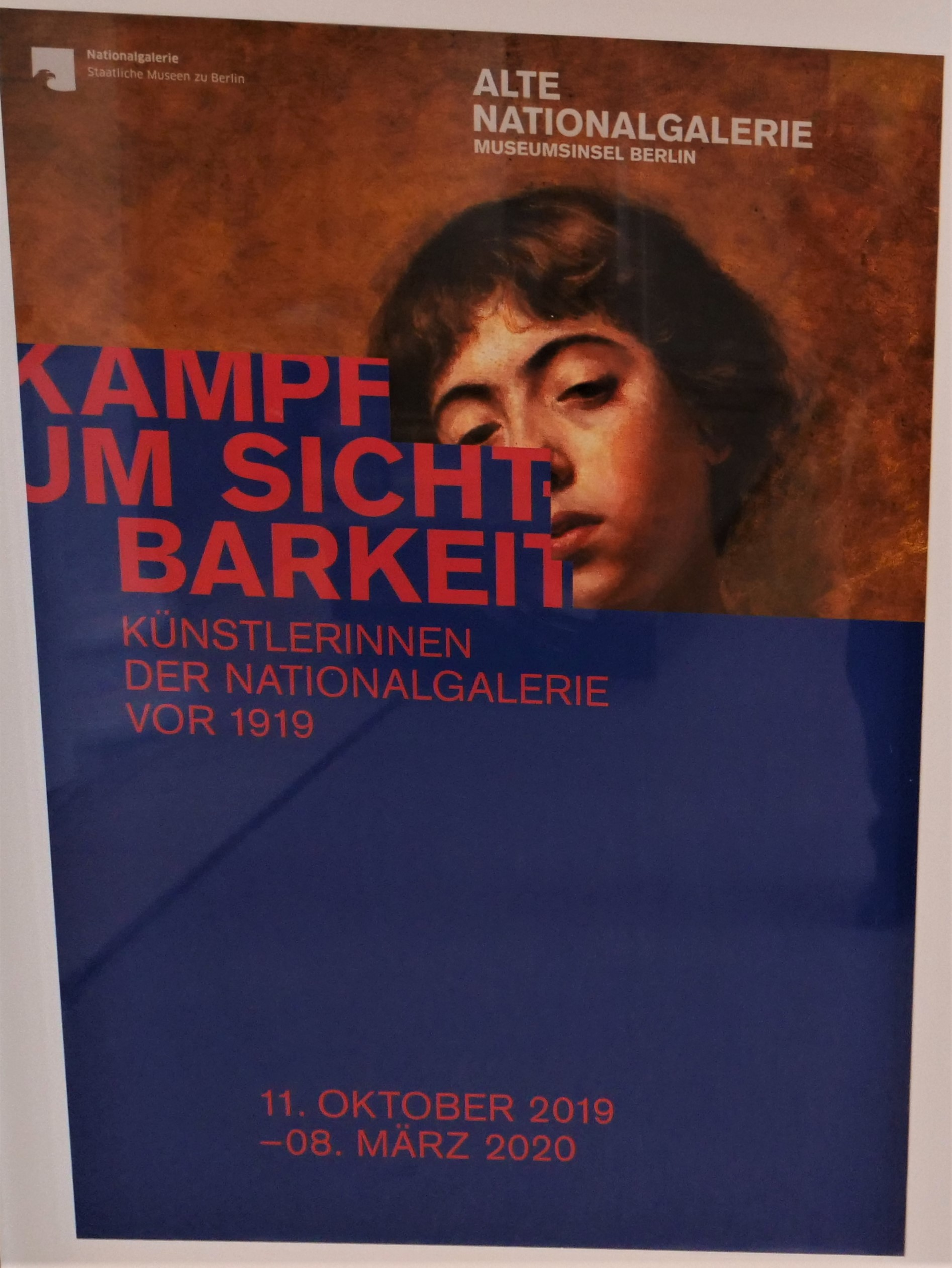
Plakat im Eingangsbereich zur Ausstellung

„Kampf um Sichtbarkeit – Künstlerinnen der Nationalgalerie vor 1919“ ist der Titel einer Ausstellung in der Alten Nationalgalerie vom 11. Oktober 2019 bis 8. März 2020 in Berlin. Erst mit der Einführung des Frauenwahlrechts in der Weimarer Republik im Jahr 1919 wurde es Frauen auch ermöglicht, ein reguläres Kunststudium an der Berliner Kunstakademie aufzunehmen, was man ihnen vordem verwehrt hatte. Doch gab es auch davor bereits in der öffentlichen Wahrnehmung erfolgreiche Künstlerinnen, deren Werke in die Bestände der Nationalgalerie aufgenommen worden waren. Diese teils im Museumsdepot gelagerten Zeugnisse weiblichen Kunstschaffens verband die Ausstellung Kampf um Sichtbarkeit zu einer speziellen Werkschau. In ihr wurden neben bekannten Künstlerinnen wie Käthe Kollwitz und Paula Modersohn-Becker auch zwischenzeitlich weitgehend in Vergessenheit geratene wie die Porträt- und Historienmalerin Paula Monjé oder die Landschaftsmalerin Maria von Parmentier präsentiert.

## Wegbereiterinnen

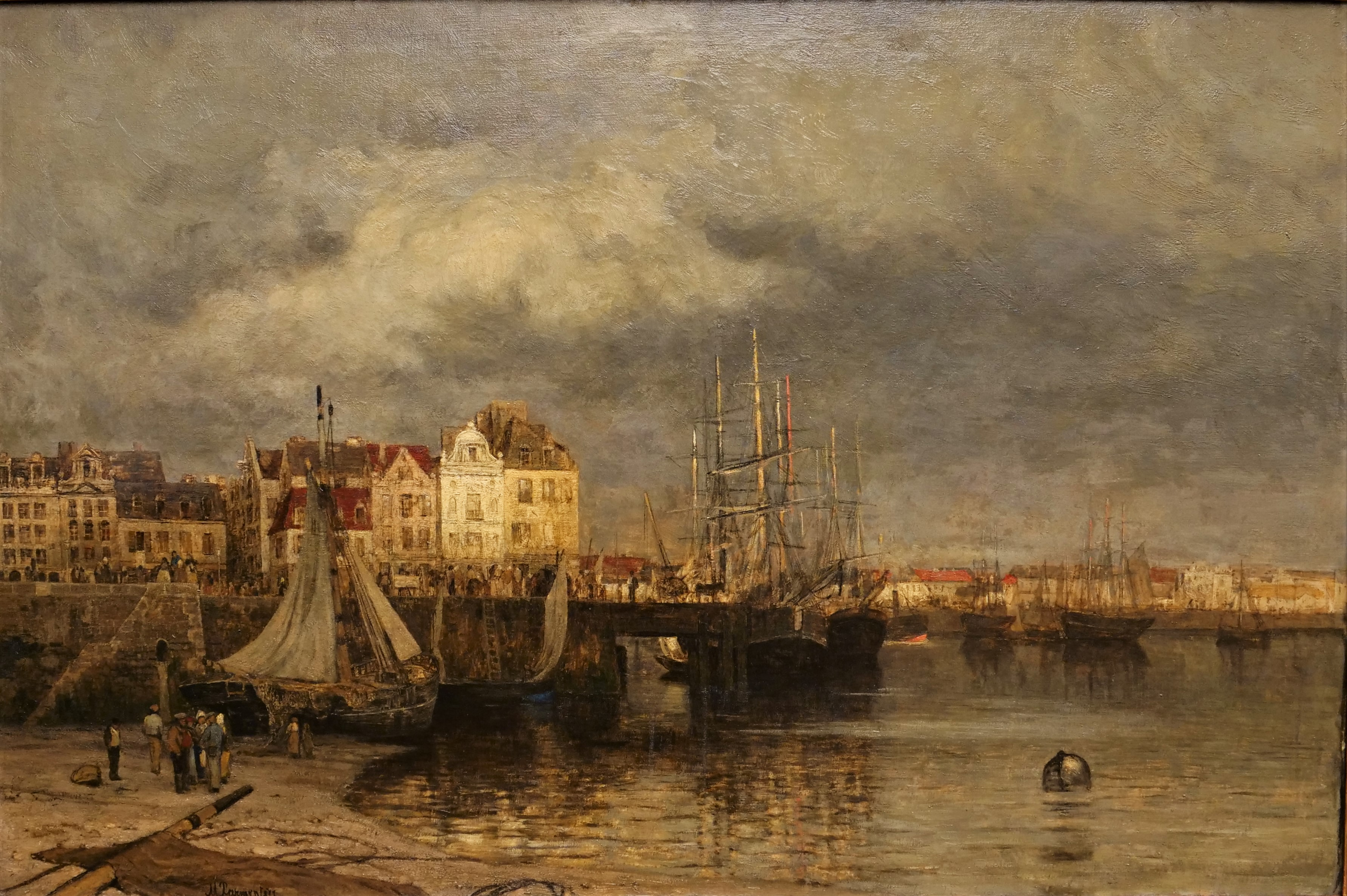
Maria von Parmentier: Der Hafen von Dieppe, vor 1878

Oft waren es Künstlerfamilien, in denen auch weibliche Begabungen Anregung und Förderung erhielten. Von akademischer Ausbildung konsequent ferngehalten wurden sie auch im 18. und 19. Jahrhundert nicht überall. Im Ausnahmefall wurde selbst das Studium an einer bedeutenden Akademie zugelassen, auch wenn Kunstschülerinnen in den Statuten nicht vorgesehen waren. Dies gelang 1813 in München zuerst Marie Ellenrieder.  Aufnahme in der Münchner Kunstakademie fanden danach bis 1841 annähernd 50 weitere Künstlerinnen, so zum Beispiel 1817 Louise Seidler. Im Jahr 1852 für das Kunststudium in München angenommen wurde auch die Bildhauerin Elisabet Ney.
Für die beiden Malerinnen Maria von Parmentier und Antonie Biel veranstaltete die Berliner Nationalgalerie im Jahre 1881 jeweils Gedächtnisausstellungen. Biel erreichte mit ihren Küstenlandschaften und Seestücken ein großes Publikum. Aus dem Nachlass von Parmentier wurde u. a. das großformatige Gemälde „Der Hafen von Dieppe“ gezeigt.

## Selbstorganisation in widriger Lage

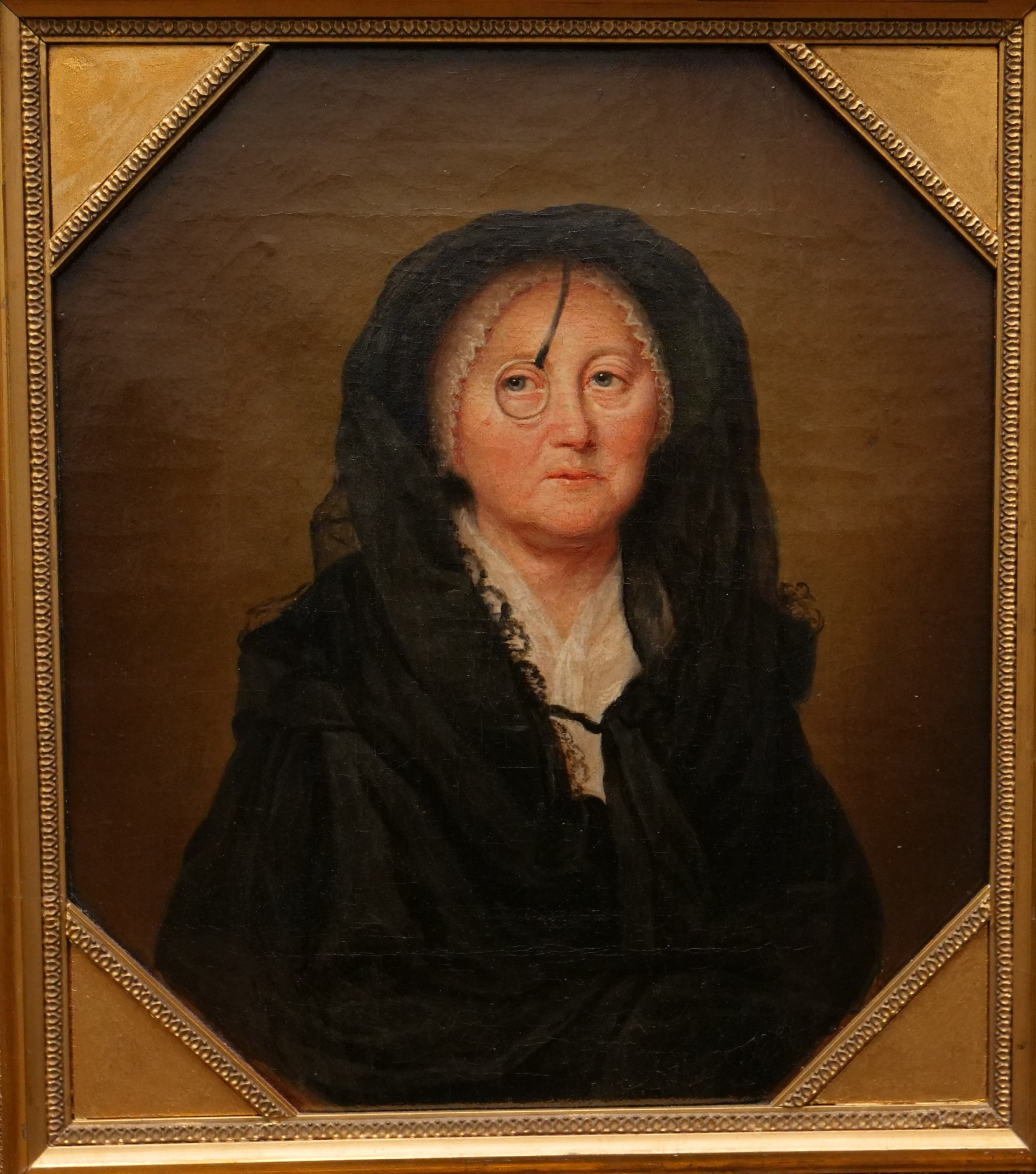
Anna Dorothea Therbusch, Selbstbildnis um 1780

In Berlin blieb die offizielle Kunstausbildung während des 19. Jahrhunderts in ausschließender Weise rein männlich dominiert. Hier organisierten sich weibliche Kunstsinnige seit 1867 im „Verein der Künstlerinnen und Kunstfreundinnen zu Berlin“. Den Statuten der Königlich Preußischen Akademie der Künste zu Berlin aber wurde 1879 der Zusatz beigefügt: „Schülerinnen finden keine Aufnahme“. Man hielt es unschicklich für Frauen, den nackten männlichen oder weiblichen Körper zu studieren. Auch galt in der Kunstkritik verbreitet die Ansicht, dass Frauen lediglich ein nachahmendes Talent besäßen, der Entfaltung freier künstlerischer Kreativität aber unfähig seien. Doch mit der Berliner Vereinsgründung gab es ein Modell für die Gründung zahlreicher weiterer weiblicher Kunstvereine in Deutschland, denen oft „Damen-Akademien“ als Ausbildungsstätten angeschlossen waren. So wurden auch unter den vorherrschenden schwierigen Bedingungen Ausstellungsbeteiligungen und Auszeichnungen für Künstlerinnen erfolgreich gefördert.

## Mäzene für Künstlerinnen
Die Beispiele und Motive für die spezielle Unterstützung von Künstlerinnen streuen breit. Nicht selten waren es arrivierte Künstlerinnen, die ihre aufstrebenden Kolleginnen förderten, wie es Marie Ellenrieder für die junge Bildhauerin Katharina Felder tat. Die Malerin Vilma Parlaghy erfreute sich der Gunst Kaiser Wilhelms II. und hielt ihn in einer Reihe von Porträts fest. Weniger bekannt ist dagegen der Einsatz von James Simon für das Werk der Bildhauerin Tina Haim-Wentscher.

## Chancen des Kunstmarkts

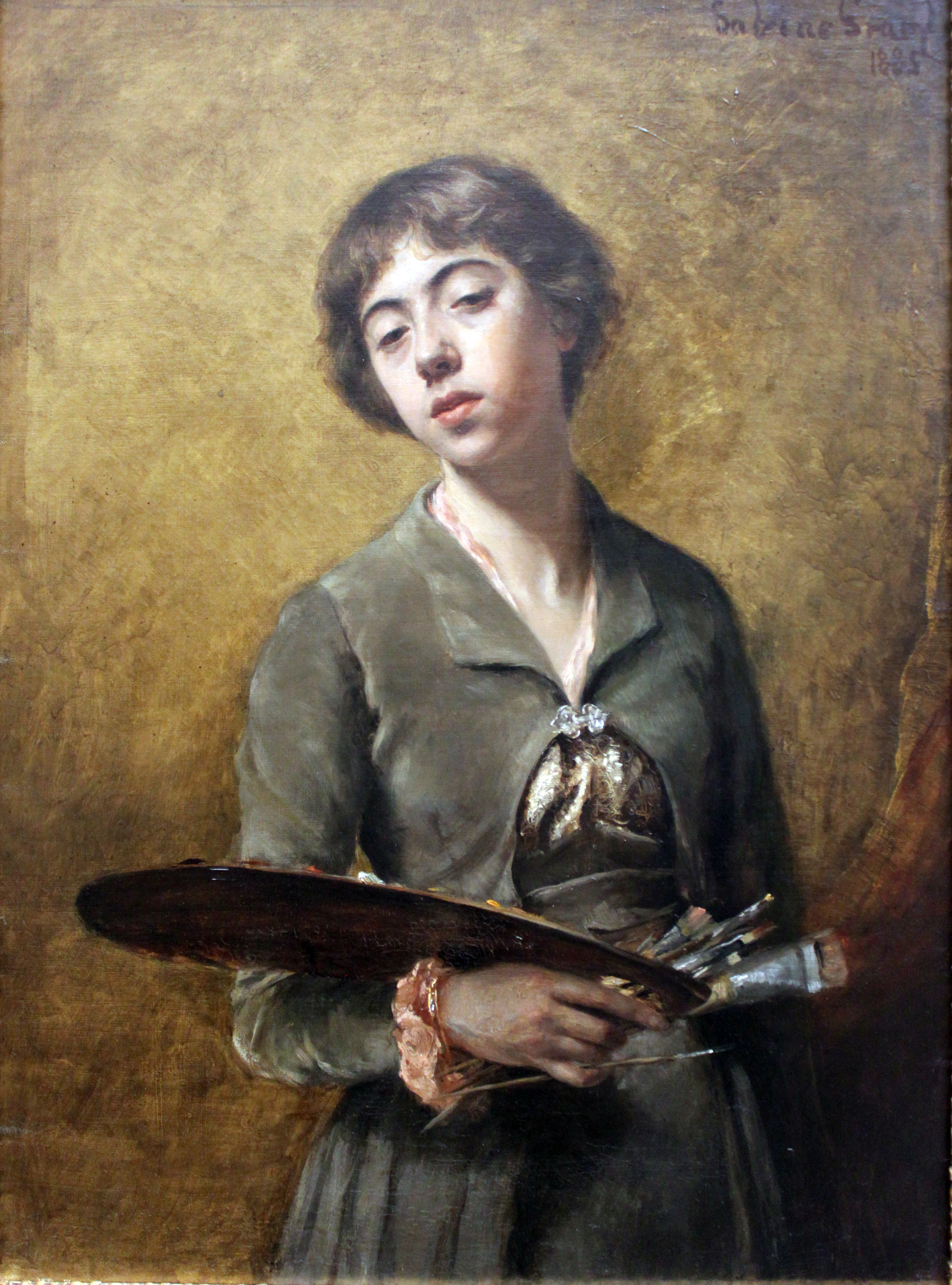
Sabine Lepsius: Selbstbildnis, 1885

Die Präsentations- und Verkaufsmöglichkeiten erweiterten sich für Künstlerinnen im Zuge der Etablierung eines freien Kunstmarktes im Laufe des 19. Jahrhunderts. Galerien boten die Gelegenheit für Einzelausstellungen und standen im Kontakt mit Privatsammlern sowie mit ankaufenden Institutionen im In- und Ausland. Herwarth Walden, der in seiner Berliner Galerie Der Sturm 1913 den Ersten Deutschen Herbstsalon veranstaltet und dabei auch herausragende Künstlerinnen wie Gabriele Münter und Jacoba van Heemskerck ausgestellt hatte, gab beiden auch in den folgenden Jahren Raum für Einzelausstellungen. Die ebenfalls im Berliner Herbstsalon vertretene Bildhauerin Renée Sintenis wurde währenddessen in der Galerie Fritz Gurlitt gezeigt und vermarktet.

## Attraktives Paris
Zu einem Hauptanziehungspunkt für Künstlerinnen, die sich allen gewohnten Hemmnissen der heimischen akademischen Kunstausbildung entziehen wollten, wurde Anfang des 20. Jahrhunderts Paris. Hier war seit 1898 das reguläre Studium an der École des Beaux-Arts möglich und zudem am Montparnasse ein breit gefächertes Angebot an privaten Akademien vorhanden, darunter die Académie Julian, die  Académie Colarossi und die Académie de la Grande Chaumière. Auch genossen die Künstlerinnen hier persönliche Freiheit jenseits der bürgerlichen Konventionen, konnten sich ohne männliche Begleitung in der Stadt umsehen und Ausstellungen besuchen. Begeistert davon Gebrauch machten beispielsweise Paula Modersohn-Becker, Maria Slavona, Dora Hitz und Sabine Lepsius.

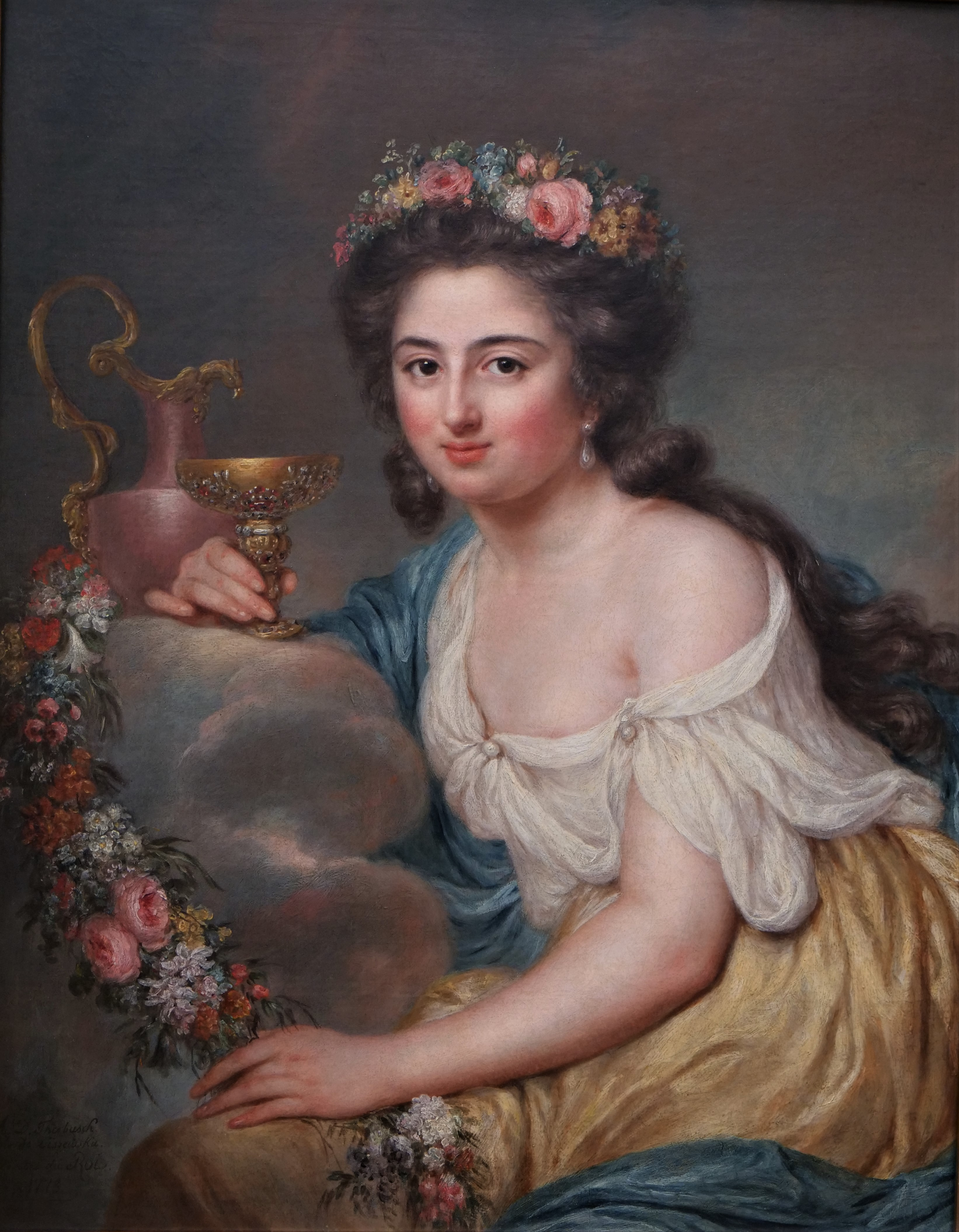
Anna Dorothea Therbusch: Porträt der Henriette Herz, 1778
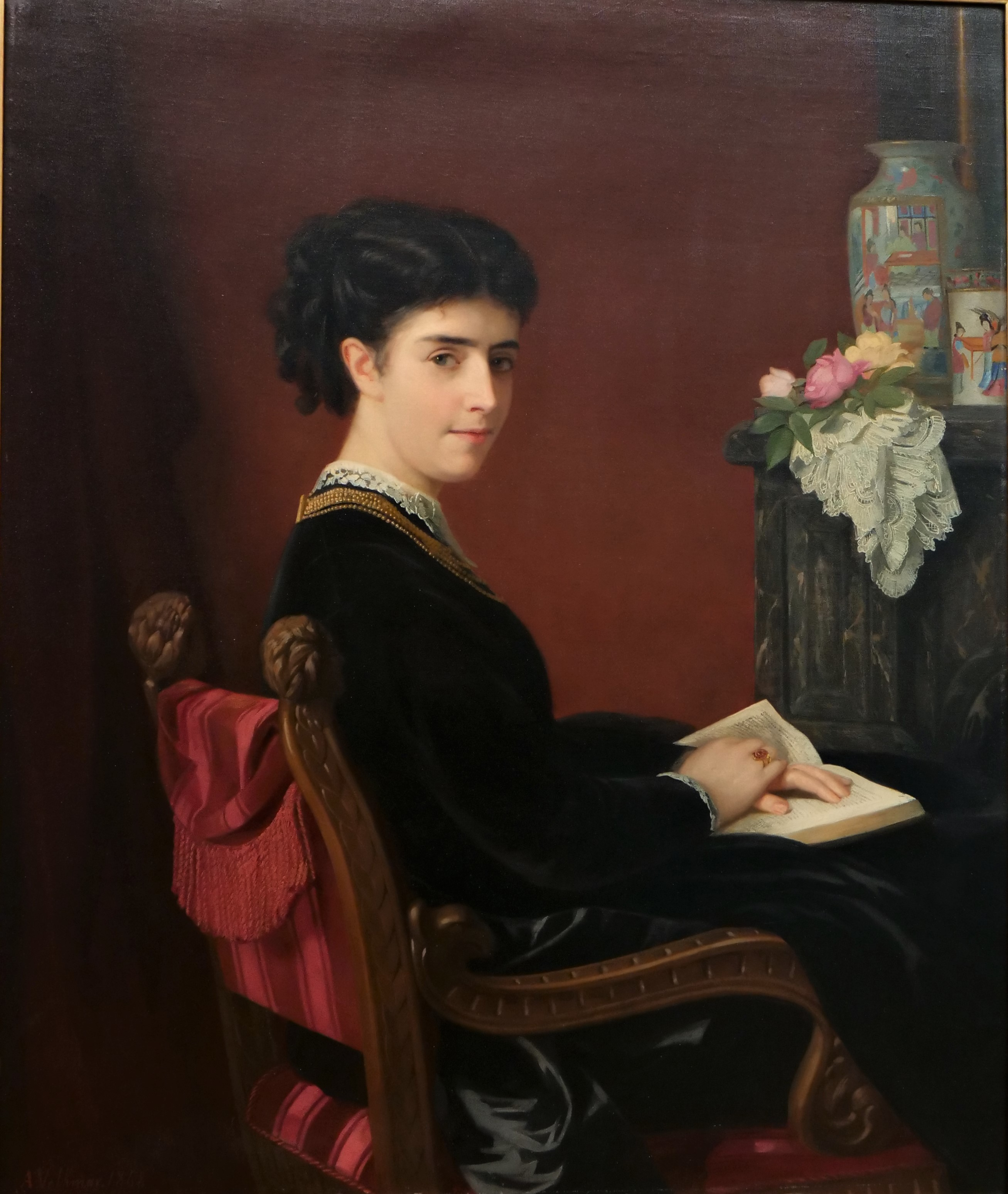
Antonie Volkmar: Marianne Beschütz, verh. Perl, 1868
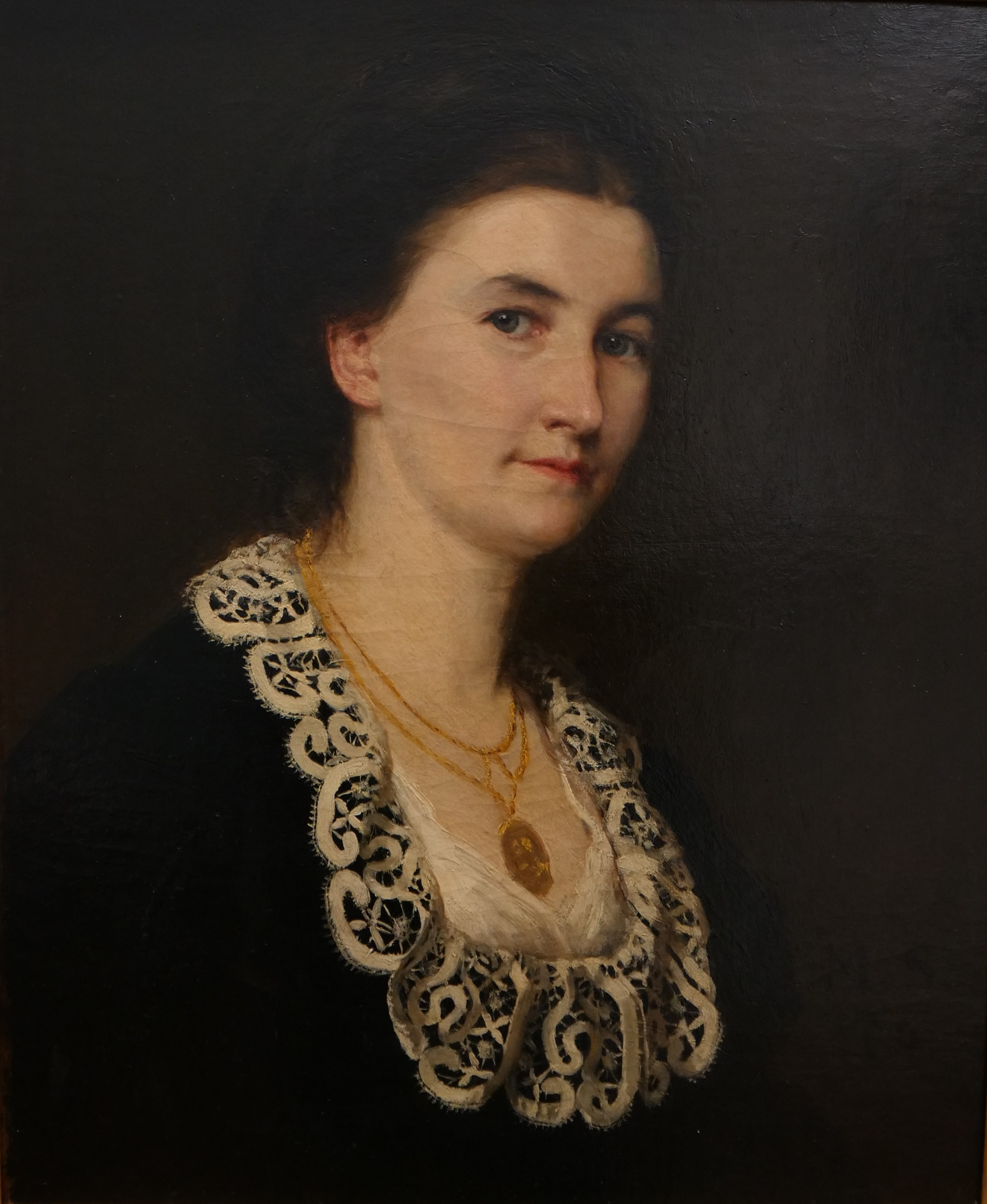
Marie Spieler: Selbstbildnis, 1876
Paula Modersohn-Becker: Mädchen mit Blumenkranz, um 1901
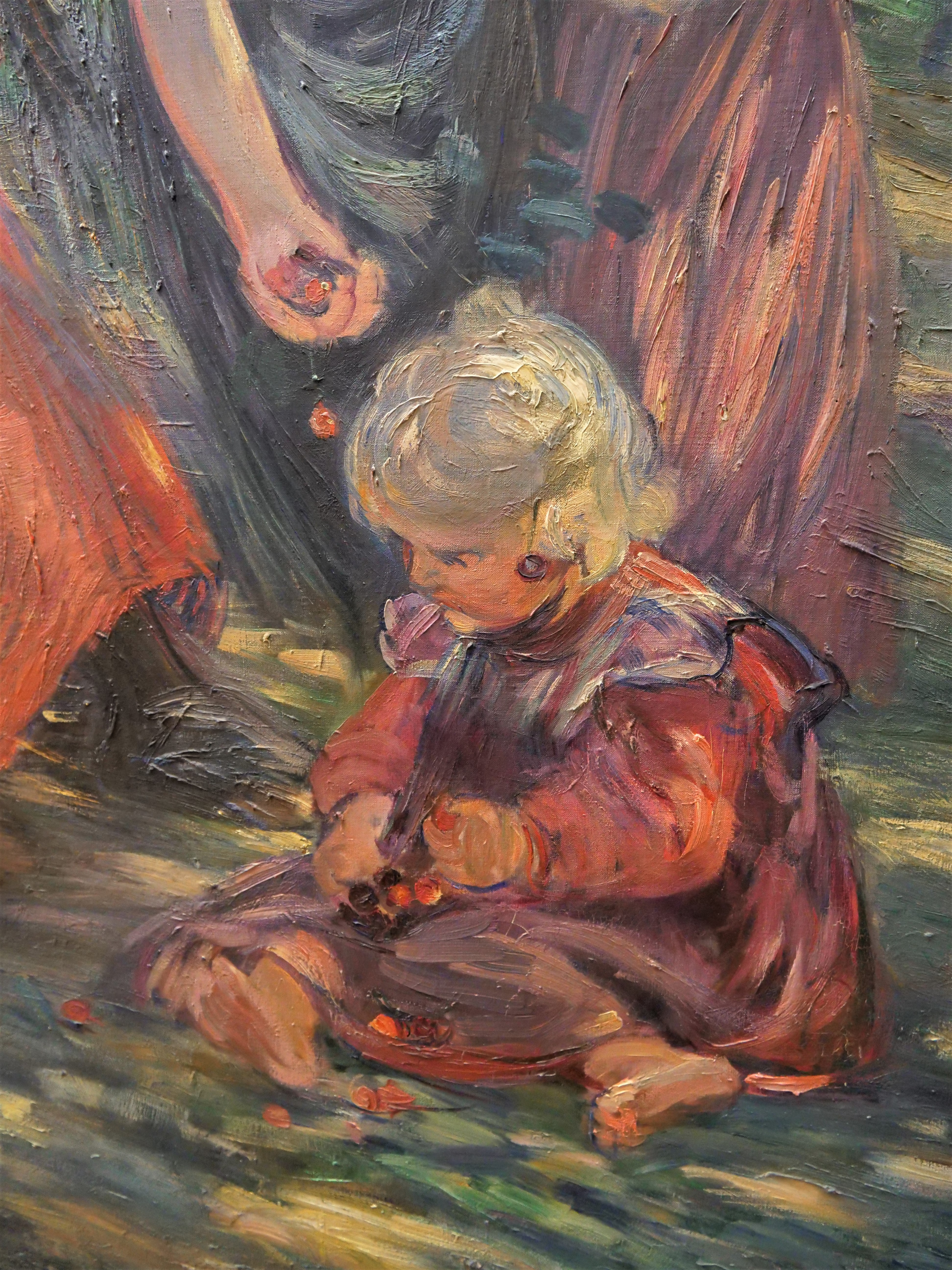
Dora Hitz: Kirschenernte – Ausschnitt, 1905
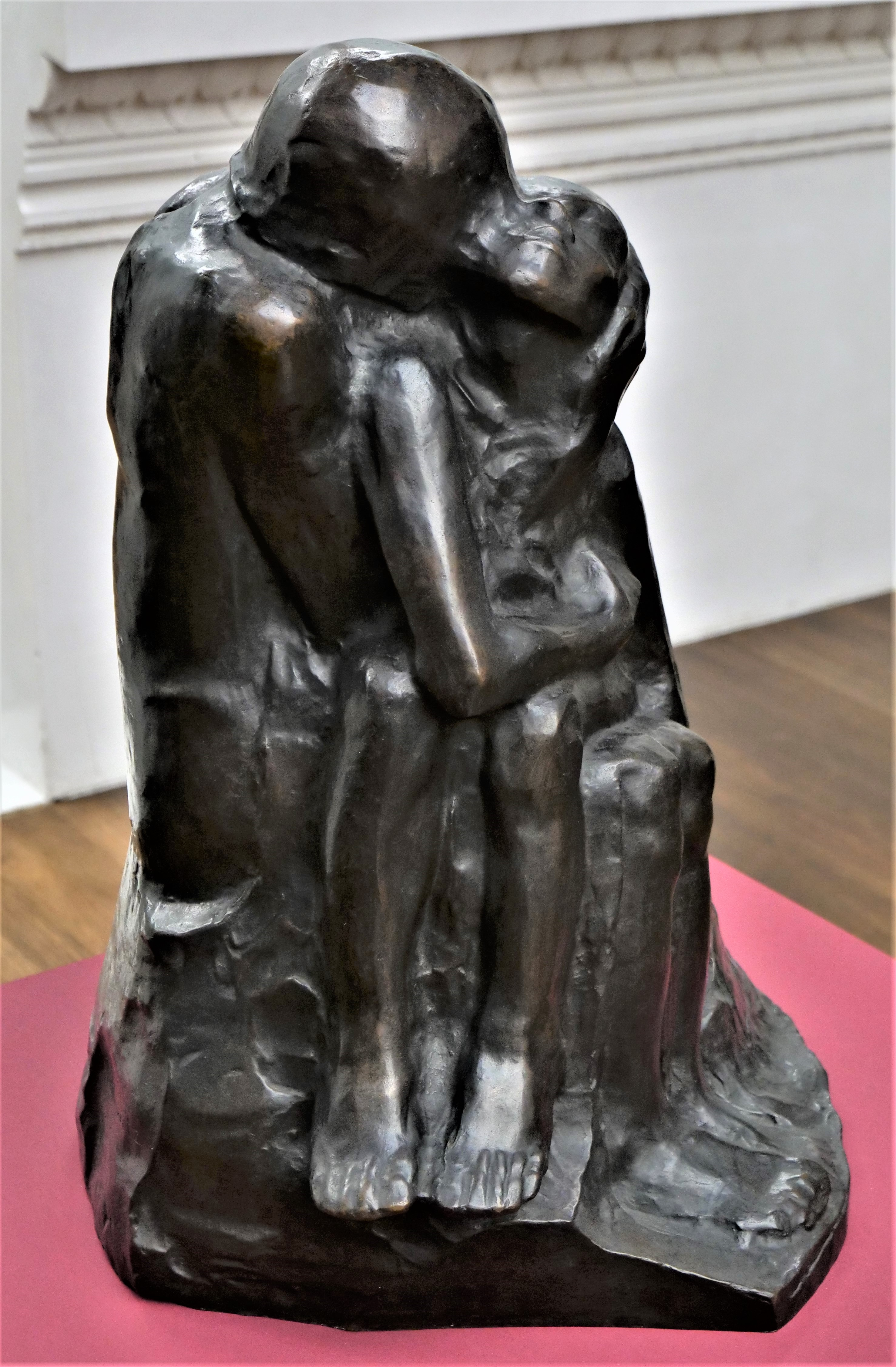
Käthe Kollwitz: Liebespaar II, 1913

## Weitere Ausstellungsorte

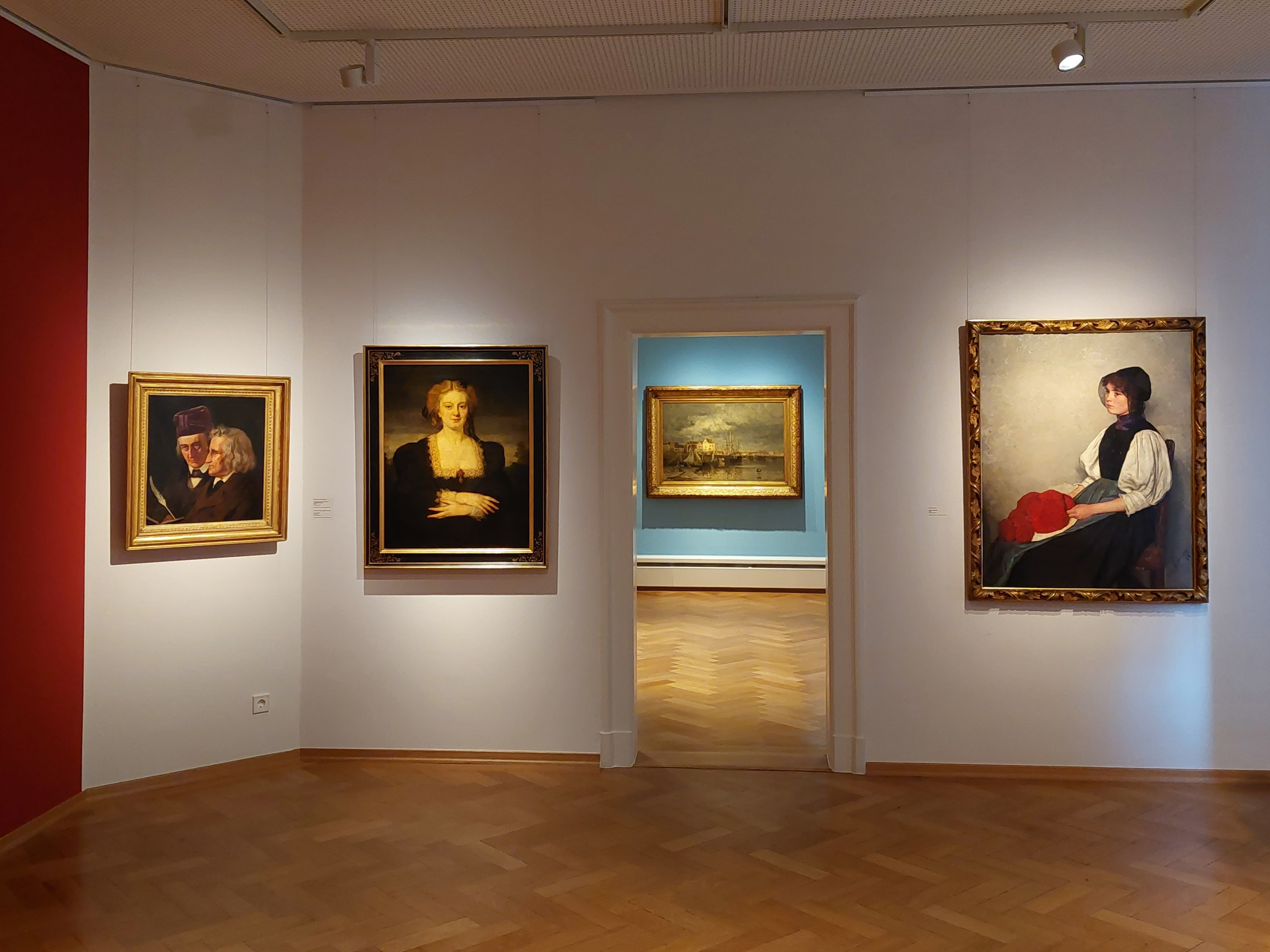
Ausstellungsraum im Edwin Scharff Museum Neu-Ulm

Die Ausstellung wurde vom 23. Mai bis zum 5. September 2021 auch im Ausstellungszentrum Gut Altenkamp in Papenburg und vom 3. Dezember 2022 bis zum 7. Mai 2023 im Edwin Scharff Museum in Neu-Ulm gezeigt.